# Alexandre de Gusmão
Alexandre de Gusmão (Santos, 17 de julho de 1695 – Lisboa, 31 de dezembro de 1753) foi um diplomata português nascido na cidade de Santos, no Brasil, conhecido por seu papel crucial nas negociações, pelo Império Português, do Tratado de Madrid, assinado com a Espanha em 1750, que definiu os limites entre os domínios de ambas as potências coloniais na América do Sul e na Ásia. Considerado um dos patronos da diplomacia brasileira, Gusmão foi responsável pela elaboração da doutrina do uti possidetis, que norteou as negociações com a Espanha, pela qual cada país deveria reter para si os territórios que tivesse efetivamente ocupado. Com base nesse princípio, pôde-se incorporar ao território brasileiro as áreas ocupadas durante a expansão a oeste ocorrida, sobretudo, a partir do período da União Ibérica (1580-1640), com as entradas e bandeiras. 
Entre 1730 e 1750, Gusmão foi secretário particular de D. João V e, nessa condição, teve grande influência nas decisões de Portugal sobre o Brasil. Representou o Portugal em várias localidades, incluindo Roma, onde chegou a ser convidado à corte do Papa Inocêncio XIII.
Suas doutrinas políticas e econômicas tiveram a defesa do Marquês de Pombal, que dizia: "Sua Majestade D. João V não distingue seus vassalos pela cor; distingue-os pela inteligência". Acerca deste aspecto, que aqui se cruza, Alexandre de Gusmão tinha escrito sobre a genealogia do povo português, defendendo a teoria de que não poderia haver pessoa com sangue puro no Reino de Portugal, vista a relação estreita e direta mantida por vários séculos entre seu reino, judeus e os mouros.
Considerado o "avô" da diplomacia brasileira por sua atuação no Tratado de Madrid, onde defendeu o princípio do uti possidetis. O resultado do Tratado foi praticamente a triplicação do território brasileiro e o uti possidetis passou a ser largamente utilizado pela diplomacia brasileira para solucionar às questões fronteiriças do Brasil.

## Origem
Nascido na cidade de Santos, no Brasil Colônia, era o nono dos doze descendentes, seis filhos e seis filhas, de Francisco Lourenço Rodrigues, cirurgião, e Maria Álvares, e baptizado simplesmente com o nome de Alexandre Lourenço, era irmão de Bartolomeu de Gusmão, o padre voador, o qual mais tarde, em 1718, adota para si o apelido de Gusmão em homenagem ao preceptor e protector o jesuíta Alexandre de Gusmão. Casou-se em Lisboa com Isabel Maria Teixeira de Chaves, com quem teve os filhos Viriato e Trajano. Em 1752, a esposa e os dois filhos morreram tragicamente em um incêndio que destruiu sua casa de Lisboa. Essa tragédia familiar, no entanto, é, de forma veemente, contestada pelo mais recente biografo de Gusmão, o diplomata Synesio Sampaio Goes Filho.

## Estudos preparatórios
Dos doze irmãos de Alexandre, oito entraram para a vida religiosa. Com seus irmãos, Simão e Bartolomeu, ele estudou no Colégio de Belém, em Cachoeira, na Bahia, cujo fundador (em 1687) e diretor foi o protetor da família, padre jesuíta e escritor Alexandre de Gusmão. É dele que Alexandre recebeu o sobrenome Gusmão. Ao lado da matrícula do aluno constava "menino estudioso, engenhoso, mas bastante velhaco".
Padre Alexandre foi como um padrinho para Bartolomeu e Alexandre. Por sua orientação, o jovem Alexandre de Gusmão passou para o Colégio das Artes, ainda na Bahia, onde completou em três anos seus estudos de Latim e Lógica, Metafísica e Ética, Retórica e Filosofia, distinguindo-se como "filósofo excelente".

### Bacharel em Direito, Paris
Em 1710, Alexandre muda-se para Lisboa para morar com Bartolomeu. Por meio dos contatos deste com a Corte portuguesa, Alexandre é escolhido em 1715 como secretário da Embaixada portuguesa, na corte de Luís XV, em Paris. Ali cursou Direito Civil na Sorbonne, convivendo com estudantes, na sua maioria pobres.

## Carreira diplomática
Em 1719, Alexandre de Gusmão voltou a Portugal levando o diploma de Direito, conquistado com brilho.
Alexandre já adquirira um sólido conhecimento de história política e administrativa e em leis dos países europeus. Também entrara em contato com as personalidades do mundo oficial e com os tratados e acordos pelos quais as nações procuravam estabelecer seus direitos umas em relação às outras. Na ida a Paris, passara por Madrid, onde a comitiva portuguesa fizera curta estada, aproveitando para se aprofundar nos meandros do Tratado de Utrecht, que determinava limites das colônias espanholas e portuguesas nas Américas. Em Paris, além de aprimorar sua formação diplomática e cultural, embebera-se nas novas ideias anticlericais e racionalistas dos filósofos franceses. Agora, em Coimbra, Alexandre exibiu todo o seu conhecimento da legislação portuguesa.
Em 1720, viu-se incluído na delegação portuguesa que faria negociações em Cambray, em França, para que assim se familiarizasse ainda mais com as lides diplomáticas. Logo em seguida é enviado para Roma onde ficou sete anos, funcionando quase como embaixador de Portugal junto à Santa Sé (num momento tenso das relações entre Portugal e Santa Sé, afinal rompidas em 1728). Neste período, recusou a dignidade de "príncipe Romano", que lhe foi oferecida pelo Papa Bento XIII.
Em 1740, foi nomeado escrivão da puridade (secretário particular do Rei). Sua influência cresceu e ele praticamente dirigiu a política externa portuguesa neste período.
De 1746 a 1750, negociou com a Espanha o Tratado de Madrid.

### Tratado de Madrid

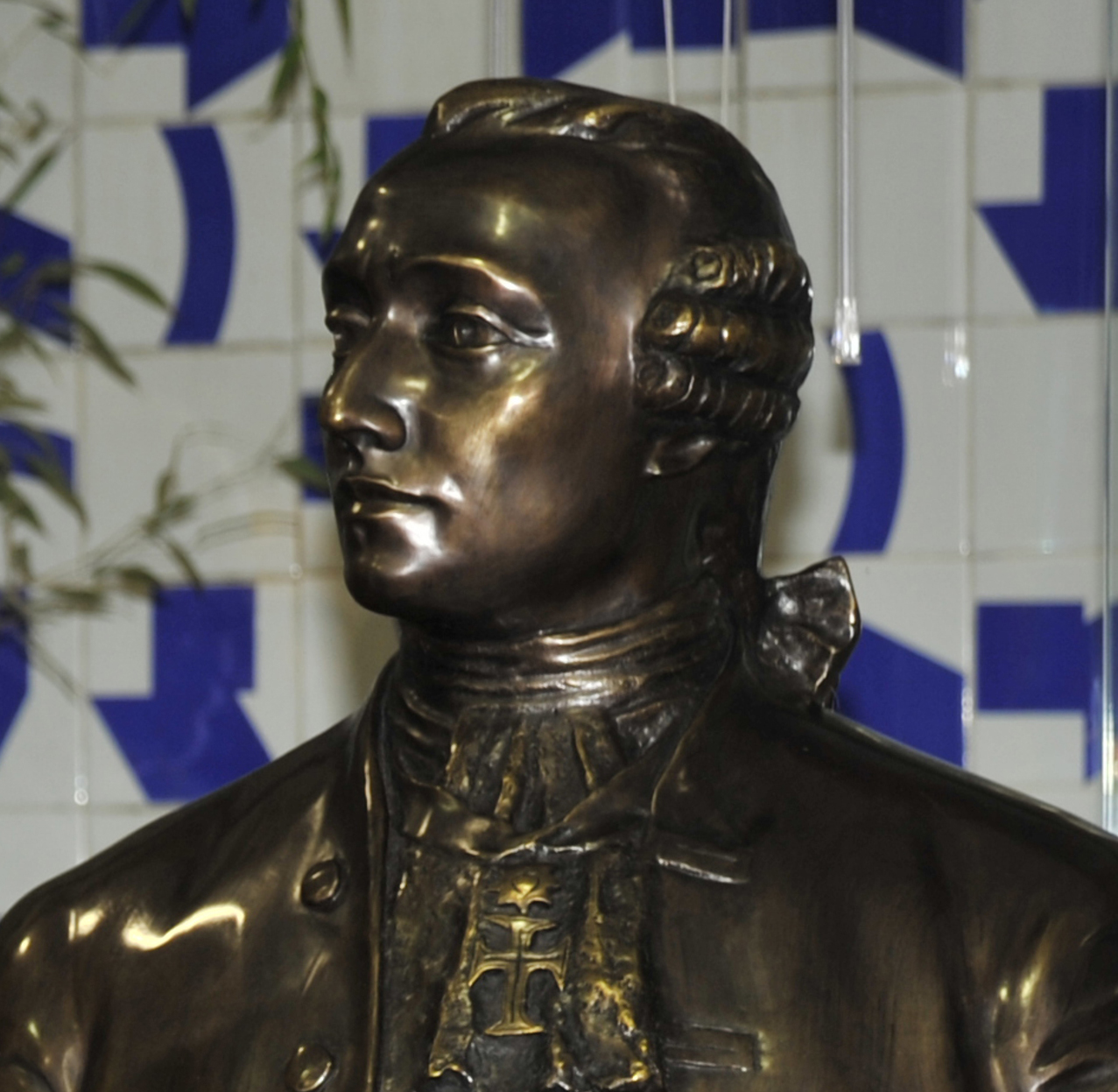
Busto de Alexandre de Gusmão no Senado Federal do Brasil

O Tratado de Madrid foi a primeira tentativa de por fim ao litígio entre Portugal e Espanha a respeito dos limites de suas colônias na América do Sul e leste asiático.
Com as explorações dos bandeirantes ao interior do Brasil, criando vilas, a validade do antigo Tratado de Tordesilhas caia em desuso pela prática de colonização dos luso-brasileiros. O novo Tratado tinha por objetivo "que se assinalassem os limites dos dois Estados, tomando por balizas as paragens mais conhecidas, tais como a origem e os cursos dos rios e dos montes mais notáveis, a fim de que em nenhum tempo se confundissem, nem dessem ensejo a contendas, que cada parte contratante ficasse com o território que no momento possuísse, à exceção das mútuas concessões que nesse pacto se iam fazer e que em seu lugar se diriam". Assinado em 1750 o tratado não usava as linhas convencionais, mas outro conceito de fronteiras, introduzido neste contexto por Gusmão, a posse efetiva da terra (uti possidetis) e os acidentes geográficos como limites naturais.
Com trabalhos apresentados à Corte espanhola, Alexandre de Gusmão comprovou que as usurpações luso-espanholas em relação à linha de Tordesilhas (1494) eram mútuas, com as portuguesas na América (parte da Amazônia e do Centro-oeste) sendo compensadas pelas da Espanha na Ásia (Filipinas, Ilhas Marianas e Ilhas Molucas).
Apesar de Tomás da Silva Teles, visconde de Vila Nova de Cerveira, ter representado Portugal, Alexandre de Gusmão foi o redator do Tratado e o idealizador da aplicação do uti possidetis.
Em 1746, quando começaram as negociações diplomáticas a respeito do Tratado, Alexandre de Gusmão já possuía os mapas mais precisos da América do Sul, que encomendara aos melhores geógrafos do Reino. Era um dos trunfos com que contava para a luta diplomática que duraria quatro anos.
Alexandre sabia que os espanhóis jamais deixariam em paz uma colônia (Sacramento) que lhes prejudicava o tesouro. Além disso, descobrira-se ouro no Brasil, não era preciso entrar em conflitos por causa da prata peruana. Para a compensação, já tinha em vista as terras convenientes à coroa portuguesa: os campos dos Sete Povos das Missões, Oeste do atual estado do Rio Grande do Sul, onde os portugueses poderiam conseguir grandes lucros criando gado.
Finalmente, em Madrid, a 13 de janeiro de 1750, firmou-se o tratado: Portugal cedia a Colônia do Sacramento e as suas pretensões ao estuário do rio da Prata, e em contrapartida receberia os atuais estados de Santa Catarina e Rio Grande do Sul (território das missões jesuíticas espanholas), o atual Mato Grosso do Sul, a imensa zona compreendida entre o alto Paraguai, o Guaporé e o Madeira de um lado e o Tapajós e Tocantins do outro, regiões estas desabitadas por brancos (mas com denso povoamento de ameríndios) e que não pertenceriam aos portugueses se não fossem as negociações do tratado.
Foi meio continente assegurado a Portugal pela atividade de Alexandre de Gusmão. Para a região mais disputada, o Sul, o santista deu inicio a um projeto de colonização de povoamento, enviando, em 1746, casais de açorianos para garantir a posse do território. Era uma nova forma de colonização que Alexandre preconizava, através de famílias que produzissem, sem precisar de escravos. Os primeiros sessenta casais fundaram o Porto dos Casais, mais tarde Porto Alegre.
O tratado foi admirável em vários aspectos. Determinou que sempre haveria paz entre as colônias americanas, mesmo quando as metrópoles estivessem em guerra. Abandonou as decisões tomadas arbitrariamente nas cortes europeias por uma visão mais racional das fronteiras, marcadas pelos acidentes naturais do terreno e a posse efetiva da terra. O princípio romano de uti possidetis deixou de se referir à posse de direito, determinada por tratados, como até então tinha sido compreendido, para se fundamentar na posse de fato, na ocupação do território: as terras habitadas por portugueses eram portuguesas.
Entretanto o tratado logo fez inimigos: os jesuítas espanhóis, expulsos das Missões, e os comerciantes portugueses impedidos de contrabandear no rio da Prata. Seus protestos encontraram um inesperado apoio no novo homem forte de Portugal: o Marquês de Pombal.
Um novo acordo — o de El Pardo —, firmado em 12 de fevereiro de 1761, anulou o de Madrid. Mas as bases geográficas e os fundamentos jurídicos por que Alexandre tanto lutara em 1750 acabaram prevalecendo e, em 1777, aqueles princípios anulados em El Pardo ressurgiram no Tratado de Santo Ildefonso. A questão foi ainda objeto do segundo Tratado de El Pardo, a 11 de março de 1778.
Devido ao sucesso obtido por Gusmão no Tratado de Madrid, mais tarde o historiador paraguaio padre Bernardo Capdeville se referiria a esse Tratado como "a vergonha da diplomacia espanhola".

## Sistema Tributário da Capitação
Alexandre de Gusmão foi, também, o criador e articulador do Sistema Tributário da Capitação, implantado por Gomes Freire de Andrade, 1.º Conde de Bobadela e Martinho de Mendonça nas Minas Gerais, São Paulo e suas então comarcas de Goiás e Mato Grosso. O Sistema Tributário da Capitação, assim como o Tratado de Madri, ambos obra de Alexandre de Gusmão, ambos executados por Gomes Freire de Andrade.